# كوموش خانة
كُمُشْخَانَة (بالتركية: كموش‌خانه/Gümüşhane) هي مدينة وعاصمة ولاية كمشخانة تقع في شمال شرق تركيا ويبلغ تعداد سكانها حوالي 40 000 نسمة حسب التعداد السكاني لسنة 2014. معنى اسمها الدار الفضية، والنسبة إليها كُمُشْخَانِيٌّ. من أعلامها عمر خُلُوصِيّ الكمشخاني رئيس مجلة الأحكام العدلية.

## أعلام
- مظفر اوزدمير
- أكن أزترك
- أحمد الكمشخاني